# Kemal Burkay

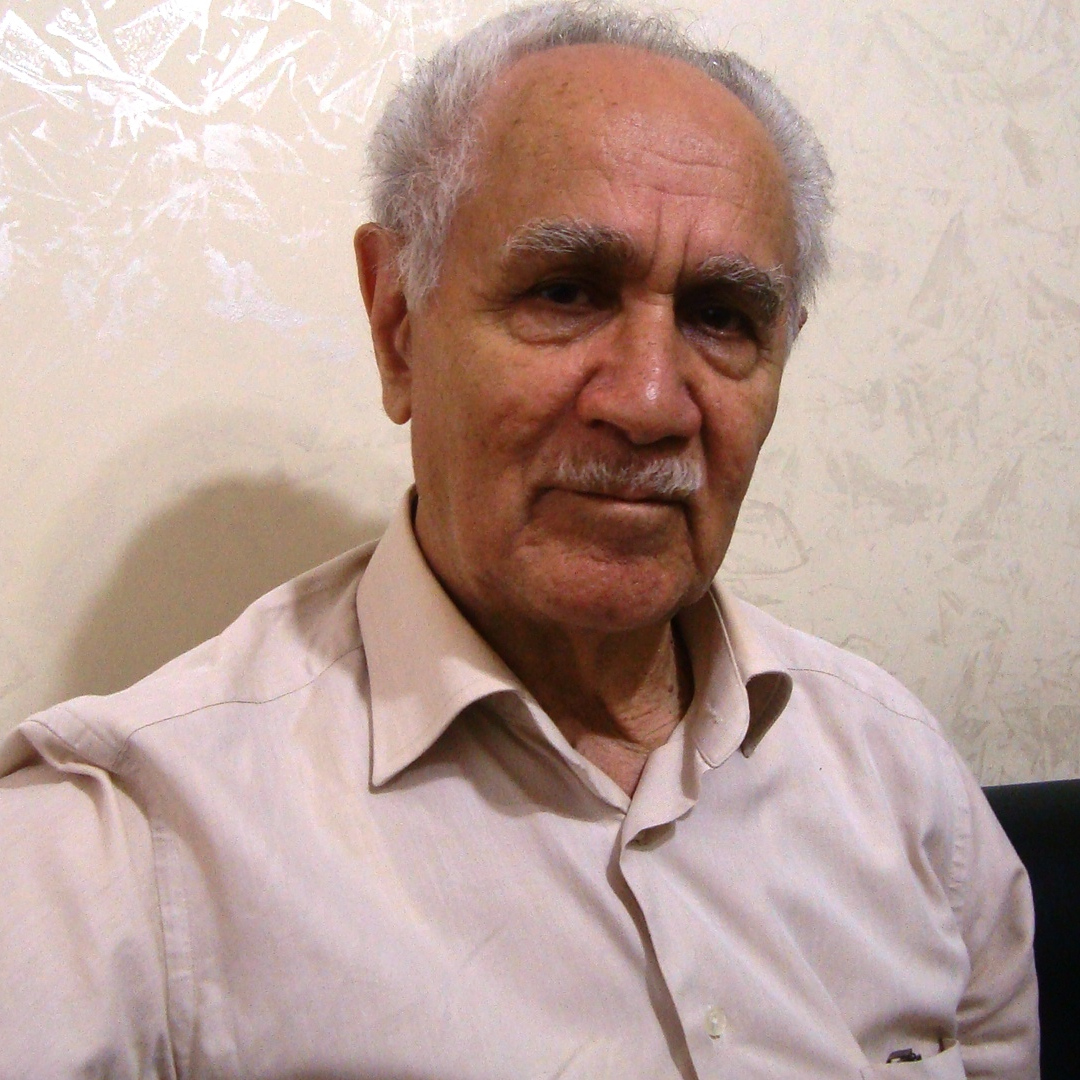
Kemal Burkay, 2013

Kemal Burkay (* 1937 im Dorf Kızılkale in Mazgirt/Tunceli) ist ein kurdischer Schriftsteller und Politiker.

## Leben
Burkay absolvierte seine Schulausbildung in Tunceli und ging 1949 nach Akçadağ in Malatya, um Lehrer zu werden. Zusätzlich besuchte er auch die Hochschule in Ergani in Diyarbakır. 1955 schloss er seine Lehrerausbildung ab. Von 1956 bis 1960 studierte er an der Juristischen Fakultät in Ankara. 1959 wurde er mit mehreren anderen Personen wegen kurdischer Propaganda angeklagt. Dieser Prozess wurde als Prozess der 49 bekannt. 1964 begann er seine Tätigkeit als Anwalt in Elazığ und gab seine erste Zeitschrift mit Çira (dt.: Kerze) heraus, eine türkischsprachige sechsmal erschienene Kunstzeitschrift.
Zwei Jahre später zog er mit seiner Kanzlei nach Tunceli und gab dort die Zeitschrift Ezilenler (dt.: Die Unterdrückten) heraus, die 25 mal erschien. 1965 wurde Burkay Mitglied der Arbeiterpartei der Türkei (TIP) und half der TIP bei der Organisation ihrer Partei in den Städten Elazığ, Bingöl, Tunceli und Erzincan.
Wegen eines Artikels über die Kurdenfrage in der Zeitschrift Yeni Akış (dt.: Neue Strömung) wurde er 1966 für vier Monate inhaftiert. 1969 und 1971 wurde er erneut wegen politischer Motive angeklagt und verhaftet. Nach seiner letzten Gefängnisstrafe ging er via Libanon nach Europa. Als 1974 die türkische Regierung ein Amnestiegesetz erließ, kehrte Burkay in die Türkei zurück. Sodann gründete er mit anderen Leuten die Sozialistische Partei Kurdistans (kurd.: Partiya Sosyalist a Kurdistan - PSK). Die PSK gab 1975 ihr erstes Parteiblatt unter dem Namen Özgürlük Yolu (dt.: Weg der Freiheit) heraus. Anfangs war die Zeitschrift nur türkisch später auch kurdisch, erzielte Auflagen von 5000 Stück und erschien 44 mal. Burkay schrieb dort unter seinem Namen sowie unter verschiedenen Pseudonymen.
1977 erschien die Zeitschrift Roja Welat, die zur Hälfte türkisch und zur Hälfte kurdisch war. Bis zum Militärputsch in der Türkei 1980 erschienen davon 12 Ausgaben. Später gründete die PSK einen eigenen Verlag mit dem Namen Wesanxana Rîya Azadî und veröffentlichte Bücher zur Kurdenthematik. Viele Bücher und Zeitschriften wurden beschlagnahmt und ihre Autoren verklagt. 1980 wurde der Verlag verboten. Daraufhin verließ Burkay wieder die Türkei und setzte seine Arbeiten im Exil fort.
Burkay verfasste im Laufe der Jahre an die 40 Bücher und viele Artikel auf Türkisch und Kurdisch.
Vor dem Aufkommen der PKK hatte die PSK unter den Kurden im Ausland großen Einfluss. Burkay blieb von ihrer Gründung bis 2003 Parteivorsitzender der PSK.
Nach seinem 31-jährigen Exil kehrte Burkay am 30. Juli 2011 in die Türkei zurück. Er wurde am Flughafen Istanbul von einer großen Menschenmenge empfangen.
Zwischen Ende 2012 und 2014 war Burkay Vorsitzender der Hak ve Özgürlükler Partisi.

## Werke (Auswahl)

### Poetik, Kultur, Theater
- Yasamanin ötesinde (Jenseits des Lebens); Roman, erschien 1964 in der Zeitung Vatan.
- Prangalar (Fesseln); Gedicht, 1966 Ankara
- Helbestên Kurdî (Kurdische Gedichte); 1974 Deutschland in der Zeitschrift Ronahi.
- Dêrsîm
- Dawîya Dehaq, pîyesê manzûm; Theaterstück
- Aliko û Baz ;Ein Kinderbuch, 1988 Stockholm
- Dersên Zmanê Kurdî (Lektionen der kurdischen Sprache); 1988
- Azadî û Jîyan (Freiheit und Leben); 1988 und 1993 Istanbul
- Kürtler ve Kürdistan (Kurden und Kurdistan); Über Geografie, Geschichte und Literatur Kurdistans, 1992 Istanbul
- Yakilan sîîrîn Türküsü (Das Lied des verbrannten Gedichtes);1993 Istanbul
- Berf Fedî Dike (Der Schnee schämt sich); Kurdisches Gedicht, 1995 Istanbul
- Can Tasir Dicle (Der Tigris trägt Leben); Türkisches Gedicht, 1998 Istanbul

### Politik
- Türkiye Şartlarinda Kürt Halkinin Kurtulus Mücadelesi (Der Befreiungskampf des kurdischen Volkes unter den Bedingungen in der Türkei)
- Milli Demokratik Devrim (Nationaldemokratische Revolution); 1973 Deutschland
- Sosyal Emperyalizm Sorunu ve Türkiye de Maocu Akim (Das Problem des Sozialimperialismus und der Maoisteneinfluss in der Türkei); 1976 Ankara
- Milli Mesele ve Kürdistan da Feodalite-Aşiret (Die nationale Angelegenheit und Feudalismus-Eşiret in Kurdistan); 1976 Ankara
- Kürdistan in Sömürgelesmesi ve Kürt Ulusal Hareketleri (Die Kolonisierung Kurdistans und die kurdische nationale Bewegung); 1978 Ankara
- Devrimcilik mi Terorizm mi? (Revolution oder Terrorismus?); 1984, Europa.
- Kürt Sorunu, Baris ve demokrasî (Kurdisches Problem, Frieden und Demokratie)
- Seçme Yazilar, Cilt 1 (Ausgewählte Schriften, Band 1), 1995 Istanbul
- Seçme Yazilar, Cilt 2 (Ausgewählte Schriften, Band 2), 1996 Istanbul